# BNP Paribas Factor
 (août 2019).
BNP Paribas Factor est une filiale à 100 % du groupe BNP Paribas spécialisée dans les solutions d'affacturage et de gestion des postes clients et fournisseurs en France et en Europe.

## Historique
Universal factoring (1967), BNP Factor SNC (1990) et UFB Locabail (1984) sont à l'origine de BNP Paribas Factor.
Universal factoring est une filiale du Crédit universel qui voit le jour en 1967, trois ans après la SFF (Société française de factoring), la doyenne du marché de l'affacturage.
En 1982, le Crédit universel fait son entrée dans le groupe BNP. Universal factoring devient ainsi une des sous-filiales de BNP. Cependant, la greffe avec le réseau BNP ne prend pas. Les techniques d'affacturage sont souvent méconnues par les collaborateurs de la BNP et les profils commerciaux en provenance de la maison-mère ne sont pas toujours adaptés au métier. À l'inverse, les agences d'Universal factoring se montrent souvent trop sélectives sur les dossiers prospects présentés par la Banque. La BNP s'interroge alors sur l'opportunité de conserver sa participation majoritaire dans le Crédit universel. Le manque de synergie d'un ensemble de sociétés financières avec la banque domestique plaide en faveur d'une cession rapide. Ainsi, la BNP décide d'entrer en négociation exclusive avec la banque espagnole Banco Bilbao Vizcaya (BBV), actuelle BBVA (deuxième groupe bancaire espagnol). Cependant, René Thomas, président-directeur général de la BNP de 1982 à 1993, prend conscience du danger d'abandonner l'expertise d'Universal factoring. La décision est alors prise de transférer le savoir-faire de la filiale du Crédit universel à une société nouvelle.
L'année 1990 signe la création de BNP Factor SNC qui devient la seconde entité dans le groupe BNP dédiée à l'affacturage.
En 1994, la BNP lance BNP Factor SA, fruit de la fusion de ses deux sociétés d'affacturage, Universal factoring et BNP Factor SNC.
La naissance de BNP Factor marque l'entrée officielle de l'affacturage dans le giron du groupe BNP Paribas.
À la fin de l'année 2000, BNP Factor change de dénomination sociale et devient BNP Paribas Factor.
BNP Paribas Factor s'impose progressivement sur le marché de l'affacturage.
En 2019, Sarah Roussel devient directrice générale de BNP Paribas Factor.
En 2022, Céline Ansquer succède à Sarah Roussel et devient la nouvelle Directrice Générale de BNP Paribas Factor France et pays ibériques. 

## France
La filiale de BNP Paribas possède une double implantation, à Paris et Marseille.
Le siège social de la société est situé dans le 19ème arrondissement de Paris, boulevard Macdonald. 